# Музыкальная библиотека Пендлбери
Музыкальная библиотека Пендлбери (англ. Pendlebury Library of Music) — библиотека музыкального факультета Кембриджского университета.
Библиотека названа в честь Ричарда Пендлбери, который пожертвовал свою коллекцию печатных нот, рукописей и книг по музыке кембриджскому Музею Фицуильямса.
Ричард Пендлбери (1847—1902) — выпускник и член колледжа Святого Иоанна, преподаватель математики в Кембриджском университете, а также музыкант, альпинист и библиофил. Собирал ранние математические тексты и печатные музыкальные произведения и книги по музыке. Собранные им коллекции были подарены Кембриджскому университету. Математическая коллекция перешла Колледжу Святого Иоанна, а музыкальная коллекция — Музею Фицуильямса. Первый дар в Музей Фицуильямса Ричард Пендлбери осуществил в 1880 году в количестве 100 томов и в дальнейшем ежегодно пополнял коллекцию, всего передав около 2000 томов нот, рукописей и книг по музыке.
В дальнейшем коллекцию Ричарда Пендлбери передали из Музея Фицуильямса в библиотеку Кембриджского университета.
В 1929 году музыкальную коллекцию передали музыкальному факультету университета. Именно с этого времени стал использоваться термин «Музыкальная библиотека Пендлбери». В 1984 году для библиотеки было построено специальное здание по проекту архитектора Лесли Мартина (1908—2000), напротив здания музыкального факультета Кембриджского университета.